# 다이가오정
다이가오정(중국어: 代高政, 병음: Dài Gāozhèng, 한자음: 대고정, 1996년 6월 18일~)은 중화인민공화국의 영화 및 텔레비전 배우이다.

## 생애
1996년 6월 18일 쓰촨성 네이장시에서 태어났다. 어려서부터 연기를 좋아했고, 공부도 잘했고, 이과 성적도 좋은 대학에 진학할 만큼 뛰어났기 때문에 가족들은 그가 예술대학에 가는 것을 지지하거나 이해하지 못했다. 16세에 헬스를 시작했고 운동을 많이 했고 고교 시절에는 농구팀 멤버로도 활동했었다. 2013년, 다이가오정은 예술 시험에 과감히 응시하여 중앙연극학원 연기과에 합격했다.

## 경력
2017년 장한위, 친쥔제 등과 함께 사극 '천하장안'에 출연, 진왕부 호군단지현 역을 맡았다. 2018년 5월 14일 장탁, 친하이루 등과 함께 출연한 연대기 '루외루'가 CCTV에서 첫 방송되었고, 6월 4일 양욱문, 양용 등과 함께 출연한 사극 판타지 드라마 '종규의 요괴 잡기'가 아이치이 영상에서 독방되어 푸루촌 마을 주민 대호 역을 맡았다.
2019년 7월 24일, 황하이빙, 양뤄지 등과 함께 출연한 사극 권모 영화 '삼국전 신무쌍'이 텐센트 영상에 등장했으며, 이 영화에서 용맹하고 지략이 있는 소년 조운 역을 맡았다.
2020년 2월 2일 저장위성TV, 장쑤위성TV에서 위허웨이, 장자닝 등과 함께 출연하는 검율섭안극 '결승법정'이 소박하고 진지한 형사 한빙 역을 맡아, 7월 10일 류페이치, 롄이밍 등과 호흡을 맞춘 도시 가족극 '시찰해'가 CCTV 종합편성채널에서 첫 방송된다.
2021년 5월 26일, 조준상, 가우만과 함께 주연을 맡은 청춘 추리극 '봐! 이 성질아!'의 촬영이 시작되어 극중 캠퍼스 남신비천을 연기하였다.
2022년 4월 18일 양양, 자오루쓰 등과 함께 출연한 사극 멜로 드라마 《차시천하》가 텐센트 영상으로 방송되었고, 4월 19일 위천호, 굴몽여와 함께 출연한 민국 멜로 드라마 《백일의 신부》가 샹산 영화관에서 크랭크업, 6월 22일 류타오, 친하이루와 함께 출연한 여성 성장 리즈 드라마 《자신의 빛이 되어라》가 청두시에서 크랭크업하여 멋진 남자 앵커 장커, 9월 8일 파트너 천팡퉁 주연의 민국 멜로 드라마 《천금녀》가 연기하였다. 10월13일 방송에서는 양욱문, 샹한지 등과 함께 출연한 도시 판타지 멜로드라마 '나의 비밀 룸메이트'에서 잘생긴 재벌 2세 강성호 역을 맡았다. 10월 29일, 틱톡 마이크로 예능 '진린집(金抖集)'에 합류하여 주선호 명승지에서 크랭크인을 가졌다.
2023년 2월 8일, 드라마 《보보위함》 방송 출연했다.

## 출연 작품

### 텔레비전 프로그램
| 연도        | 방송국 | 제목           | 역할      | 비고                                |
| ----------- | ------ | -------------- | --------- | ----------------------------------- |
| 2022년 9월  |        | 여니적난난시광 |           | 20부작 주연(마이크로 숏폼드라마)    |
| 2022년 9월  |        | 천금아환       | 방천일 역 | 30부작 주연(회당 10분의 숏폼드라마) |
|             |        | 백일신낭       |           |                                     |
| 2022년 4월  |        | 차시천하       | 임인안 역 |                                     |
| 2022년 3월  |        | 봉연진처       | 조소전 역 | 39부작                              |
| 2021년 11월 |        | 허순순적다화운 | 장경 역   |                                     |
| 2021년 7월  |        | 초! 니저소비기 | 비천 역   | 24부작                              |
|             |        | 주자기적광     | 커장 역   | 40부작                              |
|             |        | 아적비밀실우   | 강승호 역 |                                     |
| 2020년 2월  |        | 결승법정       | 한빙 역   | 40부작                              |
| 2019년 7월  | 텐센트 | 삼국지전신무쌍 | 연조운 역 | 웹영화                              |
| 2018년 6월  |        | 종규착요기     | 다후 역   | 55부작 단역                         |
|             |        | 천하장안       | 단지현 역 | 68부작(2017년 촬영) 데뷔작          |